# Брезина, Аристидес
Аристидес Брезина (нем. Aristides Brezina, полное имя Maria Aristides Brezina; 1848—1909) — австрийский минералог.

## Биография
Родился  4 мая 1848 года в Вене.
В 1872 году окончил Тюбингенский университет, после чего преподавал кристаллографию в Венском университете и продолжал образование в Берлине и Тюбингене. Получил докторскую степень в Тюбингском университете в 1872 году. 
В 1878 году Брезина стал преемником австрийского минералога Густава Чермака в качестве хранителя коллекции метеоритов в Вене, а с 1889 по 1896 год был директором отдела минералогии и петрографии (нем. Mineralogisch-Petrographische Abteilung) музея Naturhistorischen Hofmuseum. В 1896 году Брезина вышел на пенсию и его преемником стал Фридрих Берверт. После этого австрийский учёный занимал должность директора «Венской Урании» («Viennese Urania»), которая была основана в 1898 году, но вскоре оставил и этот пост.
Аристидес Брезина известен своими исследованиями метеоритов, а вместе с минералогами Густавом Розе и Густавом Чермаком был одним из создателей системы классификации для метеоритов (англ. Rose-Tschermak-Brezina classification).
Он был почетным членом Минералогического общества Великобритании и Ирландии. 
Умер 25 мая 1909 года в Вене.
В честь австрийского учёного назван минерал брезинаит, найденный в метеоритах.

### Семья
В 1877 году он женился на дочери архитектора и тайного советника в министерстве внутренних дел Карла Кёхлина (нем. Karl Köchlin). 
Сын Карла Кёхлина (он же зять 
Аристидеса Брезины) — Рудольф Кёхлин (Rudolf Köchlin, 1862-1939) — тоже интересовался минералогией и с 1884 года был добровольным сотрудником Минералогическо-петрографического отдела Музея естествознания. 